# Quartier de la Folie-Méricourt
Pour les articles homonymes, voir La Folie.
Le quartier de la Folie-Méricourt est le 41e quartier administratif de Paris situé dans le 11e arrondissement.

## Géographie
Le quartier de la Folie-Méricourt est délimité par la place de la République, la rue du Faubourg-du-Temple, le boulevard de Belleville, la rue Oberkampf et le boulevard du Temple.

## Histoire

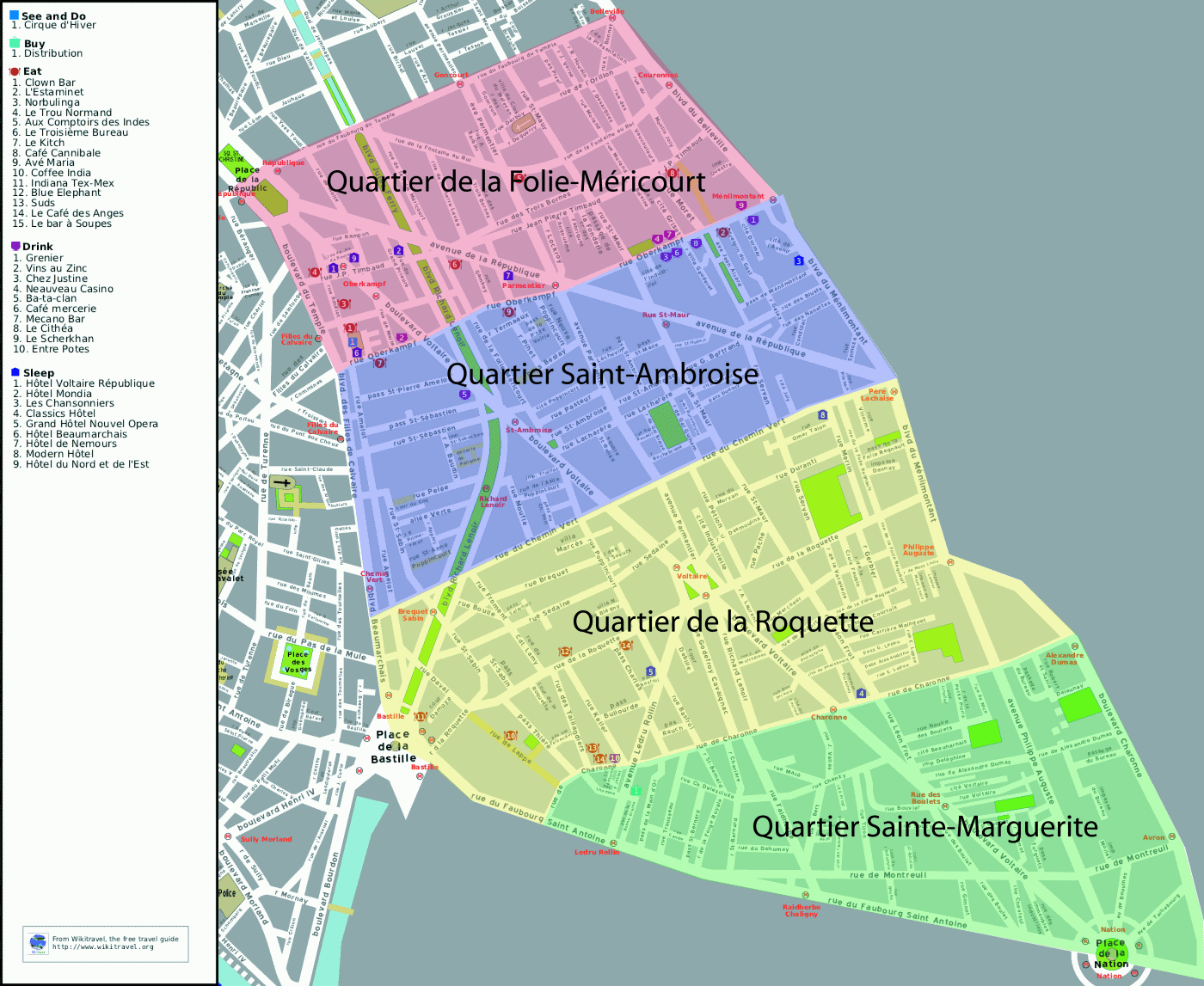
Les quartiers du 11e arrondissement.

Le quartier s'étend au sud du faubourg du Temple et au sud-ouest de la colline de Belleville jusqu'au méandre du bras préhistorique de la Seine qui couvrait l'espace compris entre l'actuel boulevard du Temple et la rue de la Folie-Méricourt, domaine de l'ordre du Temple mis en culture maraichère au Moyen Âge, nommé « marais du Temple ».
Son territoire compris entre l'enceinte de Charles V, démantelée en 1670 à l'emplacement de laquelle fut aménagé le boulevard du Temple et le mur des Fermiers généraux, construit en 1788 et supprimé en 1860 à l'emplacement du boulevard de Belleville, a gardé un caractère rural jusqu'à la fin du XVIIIe siècle.
L'urbanisation de sa partie la plus proche du centre de la ville de Paris s'amorce dans les années 1780 avec le lotissement de la Nouvelle Ville d'Angoulême sur les cultures horticoles du marais du Temple.
Le quartier se développe surtout à partir de 1830 à la suite de l'ouverture du canal Saint-Martin en 1826 et de l'extension vers le nord du pôle artisanal et industriel du faubourg Saint-Antoine.
Ce quartier est traversé par plusieurs grands axes percés au cours du XIXe siècle, le canal Saint-Martin recouvert vers 1860 pour former le boulevard Richard-Lenoir, et au-delà le boulevard Jules-Ferry en 1906,  le boulevard Voltaire et  l'avenue de la République sous le Second Empire, la rue Saint-Maur vers 1880.
Jusqu'au milieu du XXe siècle de nombreuses impasses, passages, îlots, cités, et cours étaient occupés par des activités artisanales ou industrielles,  principalement métallurgiques.
La prédominance de l'artisanat et de l'industrie a ainsi favorisé l'implantation d'une population majoritairement ouvrière. Depuis les années 1960, le quartier a attiré beaucoup d'immigrés notamment d'origine turque et maghrébine. Depuis quelques années, la partie sud-ouest du quartier est en cours de gentrification, notamment la rue Oberkampf, qui est devenue un lieu d'amusement et de vie nocturne avec ses nombreux restaurants, cafés et bars.

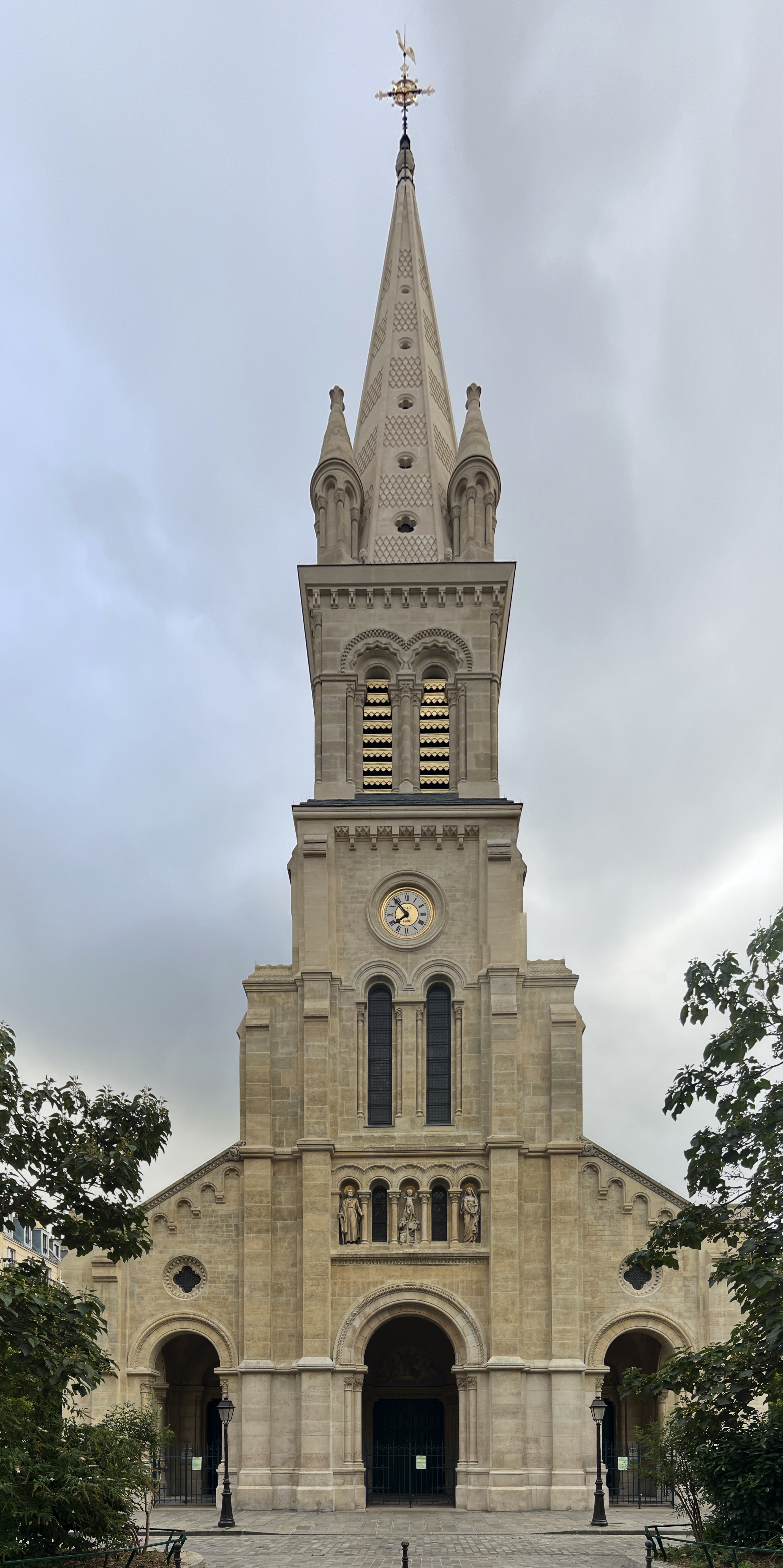
L'église Saint-Joseph-des-Nations avec son nouveau clocher de 2021.

## Monuments et lieux remarquables
- Le Cirque d'Hiver
- Le théâtre de Belleville (anciennement théâtre du Tambour royal)
- L’église Saint-Joseph-des-Nations

## Voies principales
- Rue Amelot
- Boulevard de Belleville
- Rue du Faubourg-du-Temple
- Rue de la Folie-Méricourt
- Rue de la Fontaine-au-Roi
- Rue Jean-Pierre-Timbaud
- Boulevard Jules-Ferry
- Rue de Malte
- Rue Oberkampf
- Avenue Parmentier
- Avenue de la République
- Place de la République
- Boulevard Richard-Lenoir
- Rue Saint-Maur
- Boulevard du Temple
- Rue des Trois-Bornes